# لونغ بيتش (نيويورك)
لونغ بيتش (بالإنجليزية: Long Beach)‏ هي مدينة في ولاية نيويورك الأمريكية.
يبلغ عدد سكانها حسب تعداد سنة 2000: 35,462 نسمة. ويبلغ عددهم حسب تقدير 2007 حوالي:34,588 نسمة.

## التركيبة السكانية
حدّد مكتب تعداد الولايات المتحدة بيانات التركيبة السكانية للونغ بيتش في تعداد الولايات المتحدة. في ما يلي، التركيبة السكانية حسب تعدادي 2000 و2010.

### تعداد عام 2000
بلغ عدد سكان لونغ بيتش 35,462 نسمة بحسب تعداد عام 2000، وبلغ عدد الأسر 14,923 أسرة وعدد العائلات 8,106 عائلة مقيمة في المدينة. في حين سجلت الكثافة السكانية 3,514.6 نسمة لكل كيلومتر مربع (9,102.8/ميل2). وبلغ عدد الوحدات السكنية 16,128 وحدة بمتوسط كثافة قدره 1,598.4 لكل كيلومتر مربع (4,139.8/ميل2).
وتوزع التركيب العرقي للمدينة بنسبة 84.20% من البيض و6.18% من الأمريكيين الأفارقة و0.21% من الأمريكيين الأصليين و2.32% من الأمريكيين ذوي الأصول الآسيوية و0.08% من سكان جزر المحيط الهادئ و4.75% من الأعراق الأخرى و2.26% من عرقين مختلطين أو أكثر و12.80% من الهسبانيون أو اللاتينيون من أي عرق.
بلغ عدد الأسر 14,923 أسرة كانت نسبة 24.1% منها لديها أطفال تحت سن الثامنة عشر تعيش معهم، وبلغت نسبة الأزواج القاطنين مع بعضهم البعض 40% من أصل المجموع الكلي للأسر، ونسبة 10.8% من الأسر كان لديها معيلات من الإناث دون وجود شريك، بينما كانت نسبة 3.6% من الأسر لديها معيلون من الذكور دون وجود شريكة وكانت نسبة 45.7% من غير العائلات. تألفت نسبة 36.7% من أصل جميع الأسر من عدة أفراد يعيشون في نفس المنزل ونسبة 10.7% كانت تتألف من شخص يعيش بمفرده يبلغ من العمر 65 عاماً أو أكثر. وبلغ متوسط حجم الأسرة المعيشية 2.26، أما متوسط حجم العائلات فبلغ 3.02.
بلغ العمر الوسطي للسكان 39.6 عاماً. وكانت نسبة 18.3% من القاطنين تحت سن الثامنة عشر، وكانت نسبة 6.4% بين الثامنة عشر والرابعة والعشرين عاماً، ونسبة 34.1% كانت واقعةً في الفئة العمرية ما بين الخامسة والعشرين والرابعة والأربعين عاماً، ونسبة 23% كانت ما بين الخامسة والأربعين والرابعة والستين، ونسبة 13.4% كانت ضمن فئة الخامسة والستين عاماً فما فوق. يوجد لكل 100 أنثى 93.9 ذكر، ويوجد لكل 100 أنثى في الثامنة عشر من عمرها فما فوق 91.5 ذكر.
بلغ متوسط دخل الأسرة في المدينة 56,289 دولارًا، أما متوسط دخل العائلة فبلغ 68,222 دولارًا. وكان متوسط دخل الذكور 50,995 دولارًا مقابل 40,739 دولارًا للإناث. وسجل دخل الفرد الخاص بالمدينة 31,069 دولارًا. وكانت نسبة 6.3% من العائلات ونسبة 9.4% من السكان تحت خط الفقر، وكان من هؤلاء نسبة 13.8% تحت سن الثامنة عشر ونسبة 10.7% في الخامسة والستين من العمر وما فوق.

### تعداد عام 2010
بلغ عدد سكان لونغ بيتش 33,275 نسمة بحسب تعداد عام 2010، وبلغ عدد الأسر 14,809 أسرة وعدد العائلات 7,595 عائلة مقيمة في المدينة. في حين سجلت الكثافة السكانية 3,297.8 نسمة لكل كيلومتر مربع (8,541.3/ميل2). وبلغ عدد الوحدات السكنية 16,450 وحدة بمتوسط كثافة قدره 1,630.3 لكل كيلومتر مربع (4,222.5/ميل2).
وتوزع التركيب العرقي للمدينة بنسبة 83.25% من البيض و6.45% من الأمريكيين الأفارقة و0.28% من الأمريكيين الأصليين و2.74% من الأمريكيين ذوي الأصول الآسيوية و0.05% من سكان جزر المحيط الهادئ و4.98% من الأعراق الأخرى و2.25% من عرقين مختلطين أو أكثر و14.10% من الهسبانيون أو اللاتينيون من أي عرق.
بلغ عدد الأسر 14,809 أسرة كانت نسبة 21.1% منها لديها أطفال تحت سن الثامنة عشر تعيش معهم، وبلغت نسبة الأزواج القاطنين مع بعضهم البعض 37.1% من أصل المجموع الكلي للأسر، ونسبة 10.5% من الأسر كان لديها معيلات من الإناث دون وجود شريك، بينما كانت نسبة 3.7% من الأسر لديها معيلون من الذكور دون وجود شريكة وكانت نسبة 48.7% من غير العائلات. تألفت نسبة 38.8% من أصل جميع الأسر من عدة أفراد يعيشون في نفس المنزل ونسبة 11.3% كانت تتألف من شخص يعيش بمفرده يبلغ من العمر 65 عاماً أو أكثر. وبلغ متوسط حجم الأسرة المعيشية 2.17، أما متوسط حجم العائلات فبلغ 2.95.
بلغ العمر الوسطي للسكان 42.5 عاماً. وكانت نسبة 16.3% من القاطنين تحت سن الثامنة عشر، وكانت نسبة 7.1% بين الثامنة عشر والرابعة والعشرين عاماً، ونسبة 30.2% كانت واقعةً في الفئة العمرية ما بين الخامسة والعشرين والرابعة والأربعين عاماً، ونسبة 30.3% كانت ما بين الخامسة والأربعين والرابعة والستين، ونسبة 16.1% كانت ضمن فئة الخامسة والستين عاماً فما فوق. وتوزع التركيب الجنسي للسكان بنسبة 48.3% ذكور و51.7% إناث.

## المناخ
يظهر الجدول التالي التغييرات المناخية على مدار السنة للونغ بيتش:
| البيانات المناخية لـلونغ بيتش     | البيانات المناخية لـلونغ بيتش | البيانات المناخية لـلونغ بيتش | البيانات المناخية لـلونغ بيتش | البيانات المناخية لـلونغ بيتش | البيانات المناخية لـلونغ بيتش | البيانات المناخية لـلونغ بيتش | البيانات المناخية لـلونغ بيتش | البيانات المناخية لـلونغ بيتش | البيانات المناخية لـلونغ بيتش | البيانات المناخية لـلونغ بيتش | البيانات المناخية لـلونغ بيتش | البيانات المناخية لـلونغ بيتش | البيانات المناخية لـلونغ بيتش |
| الشهر                             | يناير                         | فبراير                        | مارس                          | أبريل                         | مايو                          | يونيو                         | يوليو                         | أغسطس                         | سبتمبر                        | أكتوبر                        | نوفمبر                        | ديسمبر                        | المعدل السنوي                 |
| --------------------------------- | ----------------------------- | ----------------------------- | ----------------------------- | ----------------------------- | ----------------------------- | ----------------------------- | ----------------------------- | ----------------------------- | ----------------------------- | ----------------------------- | ----------------------------- | ----------------------------- | ----------------------------- |
| الدرجة القصوى °ف (°م)             | 71 (22)                       | 71 (22)                       | 85 (29)                       | 90 (32)                       | 99 (37)                       | 100 (38)                      | 104 (40)                      | 101 (38)                      | 98 (37)                       | 90 (32)                       | 77 (25)                       | 75 (24)                       | 104 (40)                      |
| متوسط درجة الحرارة الكبرى °ف (°م) | 39 (4)                        | 42 (6)                        | 49 (9)                        | 59 (15)                       | 69 (21)                       | 78 (26)                       | 83 (28)                       | 82 (28)                       | 75 (24)                       | 65 (18)                       | 54 (12)                       | 44 (7)                        | 62 (17)                       |
| متوسط درجة الحرارة الصغرى °ف (°م) | 26 (−3)                       | 28 (−2)                       | 34 (1)                        | 44 (7)                        | 53 (12)                       | 63 (17)                       | 69 (21)                       | 68 (20)                       | 61 (16)                       | 50 (10)                       | 41 (5)                        | 32 (0)                        | 47 (9)                        |
| أدنى درجة حرارة °ف (°م)           | −2 (−19)                      | −2 (−19)                      | 7 (−14)                       | 20 (−7)                       | 34 (1)                        | 45 (7)                        | 55 (13)                       | 46 (8)                        | 41 (5)                        | 30 (−1)                       | 19 (−7)                       | 2 (−17)                       | −2 (−19)                      |
| المصدر:                           |                               |                               |                               |                               |                               |                               |                               |                               |                               |                               |                               |                               |                               |

## أعلام
- إد لايتير
- براين كيني
- ريتشارد جيكيل
- فيل ألدن روبنسون
- جيم ماكمولان
- راسيل جوستين
- هاري ديفيد بيلك
- بيرت كيلي